# Sheléa
Sheléa Frazier, également connue sous le nom de Sheléa (prononcer shuh-lay-yuh), née le 24 août 1980 à Redwood City, est une chanteuse, pianiste et compositrice afro-américaine.
Elle cite Whitney Houston comme inspiration musicale et Stevie Wonder comme mentor.
En 2019, elle sort l'album Pretty World, A Tribute to Allen & Marilyn Bergman, auquel participent Stevie Wonder et Kirk Whalum. La même année, Quincy Jones produit un concert spécial mettant en scène la chanteuse, intitulé Quincy Jones Presents : Sheléa. Par ailleurs, Sheléa interprète différents titres avec le Quincy Jones Orchestra, dirigé par Jules Buckley, lors du concert symphonique en hommage à Quincy Jones en juin 2019 à Paris.
En 2020, Sheléa interprète la chanteuse de gospel Dorinda Clark Cole dans le biopic produit par Queen Latifah et  intitulé The Clark Sisters : The First Ladies of Gospel, sur le groupe de gospel The Clark Sisters.

## Discographie

### Albums
- 2013 : Love Fell on Me
- 2015 : You
- 2019 : Pretty World. A Tribute to Allen & Marilyn Bergman

### EP (Extended Plays)
- 2019 : Don't Wanna Wait 'Til Christmas

### Singles
- 2012 : Seeing You
- 2012 : Don't Want To Wait 'Til Christmas
- 2013 : Love the Way You Love Me
- 2013 : I'm Sure It's You (The Wedding Song)
- 2013 : America the Beautiful
- 2014 : I'll Never Let You Go
- 2015 : What Are You Doing the Rest of Your Life
- 2018 : Moonlight (featuring Kirk Whalum)
- 2018 : Pretty World (featuring Stevie Wonder)
- 2019 : Don't Wanna Wait 'Til Christmas

### Collaborations
| Titre                                  | Année | Autre(s) artiste(s)       | Album                                                               |
| -------------------------------------- | ----- | ------------------------- | ------------------------------------------------------------------- |
| Let It Go                              | 2006  | Avila Brothers            | The Mood : Soundsational                                            |
| Grandma's Song                         | 2008  | NC                        | The Experience: 5th Anniversary Project                             |
| Someone to Watch Over Me               | 2008  | Take 6, Roy Hargrove      | The Standard                                                        |
| Christmas Time Is Here                 | 2010  | Take 6                    | The Most Wonderful Time of the Year                                 |
| Have Yourself a Merry Little Christmas | 2011  | Nelson Beato              | A Gift to You                                                       |
| I Always Win                           | 2012  | The Bol Worship Center    | Excellence: A Praise and Worship Experience                         |
| Human Nature                           | 2013  | BWB                       | Human Nature                                                        |
| Christmas Day                          | 2014  | Daniel Rodriguez          | A Glorious Christmas                                                |
| This Will Be (An Everlasting Love)     | 2018  | Dave Koz, Kenny Lattimore | Summer Horns II: From A to Z                                        |
| I Want Milk                            | 2018  | Justin Andrew Wilson, II  | LJ's World                                                          |
| Auntie's Heart                         | 2018  | Justin Andrew Wilson, II  | LJ's World                                                          |
| I Want Jesus                           | 2019  | Mark Bunney               | Forhym                                                              |
| Star Spangled Banner                   | 2019  | Maestro Lightford         | Calendar Muzik                                                      |
| Mary Did You Know ?                    | 2019  | Jonathan Butler           | Christmas Together                                                  |
| Love Is                                | 2019  | Jonathan Butler           | Christmas Together                                                  |
| Have Yourself a Merry Little Christmas | 2019  | Michael Lington           | A Foreign Affair Christmas                                          |
| The Bodyguard Medley (Live)            | 2019  | David Foster              | An Intimate Evening                                                 |
| Silver Bells                           | 2019  | Dave Koz, Auburn Road     | Cedric the Entertainer & Silas White Present: A Powerbase Christmas |